# 三武灭佛
三武滅佛，又稱三武之禍，指的是北魏太武帝灭佛、北周武帝灭佛、唐武宗灭佛这三次中國歷史上大规模打壓佛教事件的合称，是佛教史上的最大法难。这些在位者的庙号或諡號都带有个「武」字，因而得名。佛教界稱之為三武法難。又因五代十国时期也有后周世宗进行的大规模灭佛运动，故又合称三武一宗灭佛、三武一宗法難。
当时佛教已经渗入政治生活方方面面，而反佛的統治者認為一方面寺庙不务农、不服徭役、不尊王法，另一方面吸收大量年轻劳动力，到处圈地，因而處處壓抑佛教。

## 北魏太武帝灭佛
北魏太武帝灭佛，自太平真君七年（446年）詔，至其驾崩（452年）为止，灭佛时间共六年。史稱「太武滅佛」。
北魏太武帝拓跋焘原本崇尚佛教，后来受到道士寇谦之等的影响，转奉道教，於440年改元为“太平真君”，對佛教有偏見。太平真君五年（444年）九月，诛杀政变未遂的僧领玄高、慧崇等人。七年，太武帝西征抵达长安，见到佛寺僧侶多所破戒，釀酒、私藏兵器、淫亂婦女，司徒崔浩要求滅佛。三月，下诏坑殺长安沙门，并且命令留守平城的皇太子拓跋晃燒毀佛經，處決僧侶。太子因为篤信佛教而緩行，僧侶們得以多作準備，故被殺的不多，但是殿宇多毀。此次灭佛表面上是皇帝崇道灭佛，实际上是胡汉之争，因为当时佛教的支持者是鲜卑贵族，汉族士族崔浩企图通过崇道崇儒灭佛以及修史等举措对鲜卑政权进行“和平演变”，实现汉化，灭佛事件是胡汉矛盾的极端化表现，鲜卑贵族深恨崔浩，而拓跋焘本人也对崔浩汉化政策产生了怀疑，最终崔浩被处死、族灭，崔浩的姻亲河东柳范阳卢也被灭门，崔浩身死使拓跋焘失去股肱重臣。正平二年（452年）二月，宦官宗愛謀殺了太武帝，立南安王拓跋余為帝，十月又殺拓跋余。大臣劉尼、源賀等立太武帝之孫拓跋濬继位，是為文成帝。文成帝下诏恢复佛法，佛教又得以恢复。

## 北周武帝灭佛
北周武帝灭佛，自建德三年（574年）始，至其驾崩（578年），灭佛时间共五年。史稱「建德毀佛」。北周实际建立者权臣宇文护篤信佛法，因對東方的東魏（乃至後面的北齊）处于弱势，以佛教消弥胡汉差异，统合人心，到了宇文邕时代北周逐渐强势，且關隴集團间鮮卑、漢族士大夫趋于无異，遂废掉了佛教，吸收其财富，不过由于在灭佛前僧人净影慧远批评道教道士比佛教僧侣更加不清净，于是顺手也灭北方道教，亦强迫道士和僧侣一起还俗。

## 唐武宗灭佛
唐武宗灭佛，自会昌二年（842年）始，至其驾崩（846年），灭佛时间共五年。史称“会昌毀佛”。
唐武宗喜好道术，开成五年（840年）秋，召道士赵归真等81人入禁中，於三殿修金箓道场，亲受法箓。宰臣李德裕等厌恶佛法，此二人经常在唐武宗面前诋毁佛教。会昌二年（842）十月，勒令僧尼戒行不精者还俗，财物入官，僧许留奴一人，尼许留婢两人。三年，查点外国僧人，并禁摩尼教等流传。令「两街功德使」疏理京城，公案无名者还俗，递归本贯，诸州道府皆同斯例。四年，诏禁供养佛牙，毁焚长生殿内道场经像，换为天尊、老君之像。但毁佛主要的原因是当时寺院所属庄园增加，国税收入减少。加以僧伽腐败，僧侣不事生产，蠹耗天下。会昌五年三月，勘检天下寺舍奴婢，八月，敕毁佛寺，勒僧尼还俗，下令并省寺院。武宗下令没收寺院土地财产，毁坏佛寺、佛像，淘汰沙门，勒令僧尼还俗。次年武宗去世，唐宣宗即位，灭佛就此结束。但佛教已受到很大的打击。摩尼教、景教等宗教也受到波及，此后逐渐退出中原地区。

## 后周世宗灭佛
后周世宗灭佛，自顯德二年（955年）始，至其驾崩（959年），灭佛时间共五年。史称“顯德毀佛”。
顯德年間，北方五代更迭，兵革时兴，僧尼管理功令渐驰，以致寺僧浮滥，直接影响国家赋税、兵役。显德二年（955年），诏令整饬寺院，沙汰僧尼。凡无先代敕額之寺宇并皆停废，亲无侍养者不许出家。规定若要出家，男年十五以上，需背誦佛經一百卷（或能朗誦五百卷），女年十三以上，需背誦佛經七十卷（或能朗誦三百卷），陈状呈上，由本郡考试，上報祠部，给予度牒，方得剃髮。禁止烧身、炼指等眩惑世俗、残害肢体的行为。存留寺院之外，民间的铜佛像全数没收入宫，用以铸作铜钱。此后，華北的佛教日益衰落，而南方佛教仍继续发展。